# サレタガワのブルー
『サレタガワのブルー』は、セモトちかによる漫画作品。
高収入デザイナーで愛妻家の夫が妻に不倫をされ、身勝手な理屈で自分の欲望を満たそうとする「シタガワ」の妻に、悩み抜いて復讐をしようと動き出す「サレタガワ」の夫の悲しみや憤りを描く。
集英社のアプリ・マンガMeeにて2018年12月28日から2022年12月9日まで連載された。「読んだら必ず不倫したくなくなるマンガ」として、同サイトにて既に3億PVを超えており、2021年5月、7月には単行本1・2巻、3・4巻がそれぞれ同時発売された。また、斉藤壮馬、花澤香菜ら声優出演のPVが2020年8月に公開されている。
MBS『ドラマイズム』枠にて、犬飼貴丈と堀未央奈主演でテレビドラマ化され、2021年7月14日から9月1日まで放送された。

## あらすじ
田川暢は高収入のグラフィックデザイナー。在宅ワークで家事も全て完璧にこなしている。優しくてとても可愛い妻・藍子を暢は一途に愛しており、自分はすごく幸せだと感じている。だが、ふとしたことから藍子の浮気疑惑が頭をよぎり、まさかと思いながらも親友の浩平から藍子のSNSの裏アカを見せられて吐きそうになってしまう。
その後、職場の上司・森和正と楽しそうにしている藍子の不倫現場を目撃し、悩み苦しむ暢だったが、藍子は夫の前では可愛い妻を演じ続け、息を吐くように嘘をつき、浮気に対しての罪悪感は全く感じられない。自分の欲望を満たすためなら手段を選ばず、暢の気持ちを踏みにじる藍子の悪女の本性を思い知り、復讐を決意する。そして、不倫現場で知り合った和正の妻・梢と協力して、離婚に向けて動き出す。

## 登場人物

### 主要人物
田川 暢（たがわ のぶる）〈26 → 34〉
新進気鋭のグラフィックデザイナー。イケメン。在宅ワークだが高収入で、家事も完璧にこなす。
高校3年の時の初彼女・茉拓と悲しい死別をし、誰とも恋愛できずにいた暢を優しく受け入れてくれた藍子が一途に大好きだった。
だが、藍子の不倫現場を目撃してしまい、「サレタガワ」として悩み苦しみながらも、藍子の悪女の本性を知って復讐を決意する。
不倫を続ける藍子に耐えかねて、和正と藍子の不倫を藍子の会社の上層部に証拠とともに直接伝えて、彼らの処分を要求するなどの行動に出る。
浩平に紹介してもらった吹田弁護士や不倫現場で知り合った和正の妻・梢たちとは一緒に戦っていく心強い「戦友」となる。のちに紆余曲折を経て、最終的に梢と再婚し、自身にとって待望の子供に恵まれる。浩平とアズちゃんの結婚式の翌月には長女・茉由紀（まゆき）（梢にとって2人目）が産まれる。
田川藍子（たがわ あいこ）〈29〉→飯森藍子（いいもり あいこ）〈最終話時点では36〉
暢の妻。アパレル関係の会社勤務。暢のことを「のぶくん」と呼び、可愛らしい妻を演じていた。
だが、家事は全て暢まかせで、料理は全くできないのに、SNSの裏アカでは暢の作ったお弁当を自作などと嘘だらけの投稿をしている。
職場の上司と不倫中で、暢は都合のいい男としか考えていない。息を吐くように嘘をつき、不倫に対しての罪悪感は皆無。
不倫の原因は「のぶくんが愛してくれなかったから。全部のぶくんのせい」などと逆ギレする。身勝手過ぎる言動から「アイコパス」と言われる。
暢の自宅での和正との不倫現場を暢たちに目撃され観念し、離婚協議書などを作成する。自殺騒ぎも起こすが、暢に追い出される。
その後は龍志との不倫、レオとの恋愛、暢への謝罪、実家との和解を経て人生再出発をする。その後は都内のアパートで3年も一人暮らししながら輸入品雑貨屋の正社員として働いている。
久民浩平（ひさたみ こうへい）〈26 → 34〉
暢とは小中高と一緒の大親友。通称「たみくん」。小さな美容室「Tammy」を経営している。暢を何かと支えてきた優しく包容力のある男。
藍子の不倫についても親身に相談に乗ってくれるが、浩平自身も結婚を考えていた麻衣に浮気されて、許せずに別れることになる。
麻衣と別れた後、空いた部屋に実家への出戻りを許されず居どころのない梢・拓斗親子を暢の提案で住まわせている。
新しく交際をスタートしたアズちゃんとは仲がよく最後は結婚する。
麻衣（まい）
浩平と同棲中の彼女。美容師。元ヤン。浩平と藍子の3人でのランチタイムで藍子に暢には不倫がばれていると言ってしまう。
そして、暢は私のことを失いたくないから深くは責めてこない、不倫なんて誰でもしているなどと開き直る藍子に殴りかかりそうになる。
しかし、皮肉なことに、麻衣自身も実は浩平に隠れて従業員のカイと浮気しており、カイの方を浩平よりも好きになっている。
森 和正（もり かずまさ）〈35〉→高橋和正（たかはし かずまさ）〈最終話時点では43〉
藍子の会社の上司(部長)で、不倫相手。典型的チャラ男だが仕事はできる業界人。血液型B型。
9か月の男児がいるが育児も家事も協力せず、妻にモラハラを続けていた。それでも自分の息子のことは可愛いと思っている。
口が上手く藍子を夢中にさせるが、藍子とは単なる遊び。梢から離婚を突きつけられた時、必死に別れたくないと抵抗している。
藍子との不倫に続き、ともみとの不倫も会社の上層部が知ってしまい、ともみと二人自主退社を余儀なくされる。
退社後はともみと結婚して九州に移住し、農業を営んでいるともみの実家の援助も受け、「K&Tベジタブル農園」を起業するが、 6年後の時点で既に事業失敗している。ともみがスナックで働きに出たり友野と不倫・密会したりする間は流星と星羅の世話を任せられている。夫婦共々離婚はしておらず、自分にモラハラするともみには頭が上がらない。
森 梢（もり こずえ）〈26〉→田崎 梢（たさき こずえ）→ （最終話時点）田川 梢（たがわ こずえ）〈34〉
和正の妻で、専業主婦。何事にも真面目で一生懸命。料理上手。男児の名前はたっくん(拓斗)。2月13日生まれ。
和正とはできちゃった結婚。古風で厳しい両親に猛反対され、駆け落ち同然に家を出たため、実家には頼れず、ワンオペ育児・家事になってしまっていた。
夫の不倫に感づき、尾行していた時に暢と出会い、協力しながら夫と戦うことを決意し、有利な離婚のために証拠集めをしている。
暢たちと和正の不倫現場を押さえたことで、有利な条件で離婚協議書、離婚届を和正に作成させ、離婚は決着する。
拓斗を連れて実家に帰ろうとするが、両親からは罵られ厳しく拒絶され、拓斗のことも母から冷たく拒否される。実家から戻る失意のなかで迎えに来てくれた暢に支えられ、暢の事業の仕事を紹介され仕事上のパートナーとなる。梢のことを想う暢から告白を受け、暢と再婚したあとは暢と拓人とともに新しい家庭を築きあげ、暢との間に長女・茉由紀（まゆき）を授かる。

### 田川家と暢の関係者
田川穂奈美（たがわ ほなみ）〈28〉
暢の二つ上の姉。バツイチ独身。酒豪。
暢の離婚交渉について的確なアドバイスをしてくれ、全面的な協力を約束してくれる。
敵に回したら厄介なタイプの女だと藍子が思っており、暢が相談に行くことを恐れていた。
暢から聞かされた藍子の妊娠も疑い、後日、藍子に妊娠検査薬で確認させ嘘が発覚している。
田川ミキ（たがわ ミキ）〈51〉
暢と穂奈美の母。看護師。シングルマザー。夫が出て行って以来、暢と穂奈美を実家で育ててきていた。
藍子の母親が来て、藍子をさんざん擁護したあげく、慰謝料請求なんて姑息なことは止めるよう暢を説得しろと言われる。
藍子の母親の頭の悪さに呆れて、自分は関与しないことを決め、穂奈美に進捗を聞くだけにしていた。
冨澤茉拓（〈名字読み不明〉まひろ）
暢の幼馴染みで高校時代付き合っていた彼女。
夢はデザイナーになることだった。暢の家から帰宅途中、交通事故で亡くなってしまう。
暢は彼女の形見のピアスを左耳に付けて彼女のことをずっと思い続け、それから10年近く恋愛ができなかった 。
梢の親友でもあり、梢は茉拓のことを天使みたいな子と言っている。
篠崎乃愛（しのざき のあ）
暢の高校の1学年下の後輩。暢に告白したが好きな人がいるからと断られている。
浩平と一緒に行ったスイーツカフェの店で働いている彼女と10年ぶりに偶然再会する。
推しの強い性格で自分の思いを暢に繋ぎ止めようとするが暢が自分に靡くことはなかった。暢への失恋以来6年も結婚願望を抱いているときに赤いハンカチを拾ってくれた水無瀬と運命的な出会いをする。
吹田（すいた）
暢が離婚について相談した、やり手の女性弁護士。自身も離婚経験がある。暢の心強い味方。
「当事者のお二人からは罪悪感のかけらも感じられないし、『悪を成敗』という気持ちで容赦なくいきましょう」と言う。
藍子の実家を暢と訪問した時、飯森夫妻が藍子を完全擁護するなど、不貞に関して罪の意識が全くないことを思い知る。

### 飯森家と藍子の関係者
飯森清司（いいもり きよし）
藍子の父。「藍子も悪いが、浮気に走らせた暢くんが一番悪い」などと「シタガワ」の藍子を完全擁護していた。
だが、不倫相手が妻子持ちの既婚者だと暢からの手紙で知り、「暢くんに土下座でも何でもして許してもらえ」と言い出す。
暢からの慰謝料の肩代わりを頼み込む藍子に、どこで育て方を間違えたのかと悲しくなりながらも、愛想を尽かして実家から追い出す。龍志との不倫解消、レオからのDVと洗脳と裏切りに傷つき、留置所から釈放された藍子の出戻りを受け入れようとしなかった。しかし藍子を帰す暢の話に説得力と誠実さを感じ、藍子を温かく迎え入れる。
飯森鮎子（いいもり あゆこ）
藍子の母。夫ともにシタガワの藍子を擁護する。
「藍子にフラれたからってお金をとろうなんて男らしくない。藍子を本当に好きな人の元に笑顔で送り出してあげて」などと涙ぐんでお花畑発言をしている。
どの弁護士に相談しても藍子が慰謝料の支払いを免れないことが分かり、藍子が両親にすがろうとすると、和正に払ってもらえと言い出す。
飯森萌子（いいもり もえこ）
藍子の妹。スナック「Over☆E」を経営しておりママとして働いている。藍子には「水商売のバカ妹」と言われていた。
ダブル不倫からの略奪結婚なんて普通に考えて無理だと言い切る等、身勝手な理屈を振りかざす藍子とは違い常識人。
義兄である暢のことを慕っており、何かと暢の味方になる。 和正のことは「ダサいヒゲおやじ」と言い、姉の不倫が理解できない。
龍志に見捨てられ、行くところもなく頼ってきた藍子に、暢に対する不倫を責めながらも家族だからと助けている。
最終話時点では、行きつけの美容院で自分の担当をしてくれた浩平が気になっていたが、浩平の結婚を会話上で知って驚く。
高橋ともみ（たかはし ともみ）
藍子と同じ部署の後輩若手社員。新入社員として面倒を見てくれた藍子を慕っている。和正のもう一人の不倫相手。血液型O型。
藍子に疲れた和正に「あったけー女」などと言われる。和正を励まして、妊娠のことを告げ、お腹の子と新しい家族を作ろうと言う。
会社の資料室で隠れて、ともみが和正に妊娠を打ち明けているところを藍子が見つけ、泥棒性悪女と罵るが、和正はともみをかばう。
ともみが不倫相手と知った梢が会社に乗り込んで来た時、潔く謝罪して、覚悟していた慰謝料として300万円支払おうとする。
略奪不倫を経て結婚した和正とととに実家先のある九州に移住する。妊娠中に和正が不倫したのでないかと疑惑を抱き、病院での陣痛と分娩の最中にかかわらず和正に暴言を浴びせたが、無事に長男の流星（りゅうせい）（実の父親は友野）を出産する。それ以来は友野との関係が続くものの（その後も離婚はしていない）、最終話時点で事業に失敗した和正には既に愛想をつかしてモラハラを続けている。流星のほかに長女の星羅もいるが、3人目を既に妊娠したことが友野との会話で明らかになる。
橘 龍志（たちばな りゅうじ）
株式会社橘ホールディングスの代表取締役社長。金持ちのイケメン。暢に追い出され、和正にも見放され、雨の中路上で倒れ込んだ藍子に手をさしのべる。
行くところがないと言う藍子にタワマンの一室を与える。藍子は運命の出会いと思っているが、当の龍志は既婚者で、藍子とは単なる遊び。
銀座のクラブのNo.1ホステス、女子アナ等複数女性と関係を持っている。結婚を迫りだした藍子が面倒くさくなり、堂崎に命じて手切れ金を渡して追い出す。
最終話では証券会社との不正な取引に関わった疑いで金融商品取引法違反の罪で逮捕・起訴され、さらに社長の座を追われる。
橘マリア（たちばな マリア）
龍志の妻。オーストラリア人と日本人のハーフで、長身の金髪美人。藍子を「安いブス女」「コバエ」などと罵る。
龍志が既婚者だと知らなかった藍子に今なら見逃すから龍志と別れるよう忠告したが、無視して交際を続けた藍子に慰謝料兼和解金として500万円を請求する。
だが、100万円が精一杯と言う藍子に激怒し、殺すなどと叫ぶが、間に入った弁護士がきちんと別れるならもういいと言い、藍子を立ち去らせる。
堂崎（どうざき）
龍志の秘書をしている。実は龍志の異母弟。
堂崎の母親は龍志の父・龍平の愛人だったが、彼女は父に捨てられて自殺した。母親が自殺の際に残した遺言状が金の力で揉み消されたこともあって以来、父親と龍志を憎み続けている。
最終話では商品取引法違反の容疑で逮捕・起訴された龍志に代わって次期社長となる。
レオ
藍子が歌舞伎町のホストクラブ「S-BLUE」に初来店した際に知り合ったホスト。亜蘭に次いでNo.2で、塩顔王子として知られている。
藍子を含めて本命でない女性客に対しては、肉体関係だけでなく飴と鞭を使う典型的なDVで洗脳・服従させるほかにアフターの宿泊代全額を支払わせている。
亜蘭を追い抜いてNo. 1になるものの、風俗出身でシングルマザーのまゆとの結婚を機に、まゆの実家先の旅館を継ぐべくホストを引退する。
亜蘭（あらん）
「S-BLUE」のNo. 1ホスト。客を笑顔にさせようと努力して働く姿勢と客への思いやりがあるため多くの女性客から人気が高い。
実はレオの素性に関しては詳しい人物のうちの一人であり、ホスト引退したレオと突然連絡がつかない藍子にレオの裏掲示板の情報を店で教えた。
那須川恋（なすかわ れん）
「S-BLUE」のホスト。顔がナスににていることから、藍子に擬人化したナスビと思われている。

### 梢の関係者
森 拓斗（もり たくと）→ 田崎拓斗（たさき たくと）→ 田川拓斗（たがわ たくと）〈生後9ヶ月 → 2 → 8〉
梢と和正との一人息子。人懐っこく天使みたいな笑顔をもつ。両親の離婚後は梢によって女手一つで育てられる。梢や自分に対して気遣いや思いやりのある暢に懐く。
水無瀬葵（みなせ あおい）〈24〉（←拓斗2歳の時点の年齢）
梢が知り合った心優しい青年。「保育士を目指して勉強中の短大生」と梢に言っていた。仕事や保育園の世話もしてくれ、梢の離婚の大きな助けになる。
しかし、梢に対する思いが暴走し、ストーカー行為を行うようになり、拓斗にあげたクマのぬいぐるみに盗聴器を仕掛け、盗撮カメラも仕掛けていた。
さらに、暢には梢に近づくと殺すなどの文面の脅迫状をポストに入れるなど犯罪行為を行うようになる。盗聴器などは、暢が業者に調査を依頼して発覚している。
それでも、梢が今までの恩があるから、これ以上自分たちに近づかなければ警察沙汰にはしないと言ったため、梢の代理で来た暢から渡された誓約書にサインして立ち去る。
梢が警察に自分からのストーカー被害に関する相談をしたことを知り、梢を手に入れようと気絶させて誘拐する。貸し別荘の山小屋では梢を睡眠薬で眠らせて監禁する梢を犯そうとするが、事件現場を暢と浩平に追跡され（場所はカフェの店長が葵の母親に電話で確認した）、あとで駆けつけた警察に逮捕される。
6年後の最終話時点で刑務所での服役を終えていて、落とし物をした乃愛と初めて出会う。
梢が働くカフェの店長
葵の地元の先輩。夫婦でカフェ「BLUE BASE」を経営している。アパートも経営しており、梢に低家賃で貸してくれる。
葵が保育士を目指す短大生でなく、スーパーで正社員をしていると梢に電話で話したことが、葵に対する梢の信頼が揺らぐきっかけとなる。
葵のストーカー行為を知りショックを隠さず、梢からの辞職申し出に泣き出した妻を見兼ね、落ち着くまで休職してほしいと梢を思いとどまらせた。
梢が働くカフェの奥さん
梢を採用しようとした夫に一旦待ったをかけるが、梢の作ったシフォンケーキを食べて即採用を決める。
料理の腕前はピカイチだが極度の人見知り。しかし、新メニューを一緒に考えてほしいと梢に頼むなど、梢を信頼している。
梢が初めての上手く話ができる相手となっており、梢から辞職を申し出た時はもっと一緒に働きたいと泣き出す。
店長の取り継ぎで梢と久しぶりに電話で話し、梢から普通の友人として休みの日にランチや買い物で会おうと言われる。
梢の両親
家はかなり古風で厳しいため、和正とできちゃった結婚し離婚した梢に厳しくあたる。田崎家に戻ろうとした梢から初めて紹介されたにもかかわらず、拓斗の顔を見ようとしなかった。
梢が和正を連れて結婚報告で訪問した際、父親が和正に殴りかかった。そのことで和正は毒親だと帰り際に吐き捨てた。
田川茉由紀（たがわ まゆき）
最終回の終わりに登場。再婚した暢と梢との間に産まれた長女。茉拓（まひろ）の名前の一文字の「茉」をとって命名される。

### 浩平の関係者
渡辺カイ（わたなべ カイ）〈23〉
美容室「Tammy」の従業員。
麻衣と浮気をしていた。トークアプリには麻衣との浮気の証拠があり、店を辞めることになる。
アズちゃん〈25〉
美容室「Tammy」の従業員。
カイが店の裏手で麻衣とキスしているのを目撃し浩平に告げる。浩平と親しくなり交際するようになる。年の離れた弟と妹がいて世話をしたことがある。梢が暢とのホテルでのディナーと宿泊で留守にするときに拓斗を預かっている。最終話では浩平と結婚する。
市ノ瀬
神奈川在住。神奈川での美容師講習会の後で浩平が宿泊する予定だった友だち。
妻と娘が発熱してインフルの疑いがあり、浩平は宿泊できずに終電で帰宅したことで麻衣とカイの浮気が発覚する。

### ともみの関係者
有栖静子（ありす しずこ）〈20〉
大学2年生。「K&Tベジタブル農園 」の発送アルバイト。人懐っこい性格。
和正に好意を持っており、ともみのいない時に和正を誘惑しようとするが、いい父親になると決めた和正から断られる。
友野（ともの）
ともみの中学校時代の同級生男子。血液型A型。実家が花農家であり、家業を継いでいる。ともみの出産を友人から聞き見舞いに訪れる。
中学時代からともみのことが好きで、ともみと会うため東京へ来て一度だけ関係を持ったことがある。そのワンナイトでともみが妊娠し、流星が産まれた。それ以降もともみとは和正に内緒で肉体関係は続いている。(そのときは星羅を授かり、ともみにとって三人目を妊娠した。)

## 書誌情報
- セモトちか 『サレタガワのブルー』 集英社〈マーガレットコミックス〉、全15巻
  1. 2021年5月25日発売[10]、ISBN 978-4-08-844470-3
  2. 2021年5月25日発売[11]、ISBN 978-4-08-844493-2
  3. 2021年7月21日発売[12]、ISBN 978-4-08-844551-9
  4. 2021年7月21日発売[13]、ISBN 978-4-08-844552-6
  5. 2021年10月25日発売[14]、ISBN 978-4-08-844569-4
  6. 2022年2月25日発売[15]、ISBN 978-4-08-844639-4
  7. 2022年4月25日発売[16]、ISBN 978-4-08-844647-9
  8. 2022年5月25日発売[17]、ISBN 978-4-08-844652-3
  9. 2022年6月23日発売[18]、ISBN 978-4-08-844655-4
  10. 2022年12月23日発売[19]、ISBN 978-4-08-844732-2
  11. 2022年12月23日発売[20]、ISBN 978-4-08-844733-9
  12. 2023年2月24日発売[21]、ISBN 978-4-08-844738-4
  13. 2023年4月25日発売[22]、ISBN 978-4-08-844746-9
  14. 2023年6月23日発売[23]、ISBN 978-4-08-844751-3
  15. 2023年8月24日発売[24]、ISBN 978-4-08-844757-5

## テレビドラマ
テレビドラマが2021年7月14日（13日深夜）から9月1日（8月31日深夜）まで毎日放送の深夜ドラマ枠『ドラマイズム』で放送された。
主演は犬飼貴丈と堀未央奈。堀は地上波連続テレビドラマ初主演となる。
なお、初回（13日放送）のTVerなどでの見逃し配信の再生回数が放送後の1週間(7/14~7/20)でMBS番組歴代1位となる150万回を突破している。これはMBSのドラマやバラエティ番組を入れても歴代1位の数字で、深夜ドラマとしては異例の再生数となる。
また、TVISION INSIGHTSが発表した20～30代前半女性の「2021年夏ドラマの注目度」ランキングで本作が第3位になっている。

### キャスト

#### 主要人物
田川暢（たがわ のぶる）
演 - 犬飼貴丈
新進気鋭のグラフィックデザイナー。愛妻家でイケメン。在宅ワークだが、収入は藍子の倍。家事も全てこなす。
藍子が大好きで、信じ切っていたが、連日の偽りの残業や裏アカウントでの投稿を見て、衝撃を受ける。
そして、悩みながらも仕事帰りの藍子を尾行し、和正との不倫現場を目撃してしまい、ショックで吐きそうになってしまう。
暢に知られても不倫を平然と繰り返すなど、藍子の身勝手な態度に耐えかねて離婚を決意し、吹田弁護士に相談し助言をしてもらう。
大口の預金を引き出すなど、藍子の目に余る行為の反撃に藍子の会社に乗り込み、和正との不倫行為を告発する。
田川藍子（たがわ あいこ）
演 - 堀未央奈
暢の優しくて可愛い妻を装う。実は職場の上司・和正と不倫中。
暢は都合のいい男としか考えていない。息を吐くように嘘をつき、不倫に対しての罪悪感は皆無。
逆に暢が茉拓のピアスを外さない方が罪深い浮気で、自分が浮気をしたとしても全て暢のせいと言い出す。
不倫現場を暢たちに目撃され、和正とはお互い本気などと言うが、妊娠が偽りだと発覚し、和正から見捨てられる。
暢にも出て行ってと言われ、マンションの10階から飛び降りて死のうとしたあげくに、暢にやり直したいと言うが断られている。
それでも、最後には離婚届や公正証書を作成し、暢に「ぶち壊すようなことしてごめんね」と初めて謝罪している。
森和正（もり かずまさ）
演 - 岩岡徹（Da-iCE) 
梢の夫。藍子の会社の上司(営業課長)で、不倫相手。
生まれたばかりの息子がいるが、家事・育児は妻の仕事と決めつけ、全く協力しようとしない。
藍子からお互いに離婚して一緒になろうなどと迫られるが、離婚する気はなく、藍子とは距離を置き始める。
暢の告発により藍子との不倫が発覚し、厳重注意となるが、自分の処分が軽いことに喜び、藍子も処分されたことには無関心。
梢に離婚届を渡す際にも最後まで離婚を渋り必死で言い訳をするが、呆れかえった梢に頭からコーヒーをかけられる。
森梢（もり こずえ）
演 - 高梨臨
和正のモラハラに耐え、ワンオペ育児・家事を続けていたが、和正の不倫を疑い始める。
そして、尾行をしていた不倫現場で気分が悪くなり吐きそうになっている時に暢と出会う。
深く考えなければ今の暮らしも幸せかもしれないと迷いも出るが、やはり和正が許せないと離婚を決意する。
暢たちと和正の不倫現場を押さえたことで、渋っていた和正に離婚届を作成させ、離婚は決着する。

#### 暢の関係者
久民浩平（ひさたみ こうへい）
演 - 中田圭祐
美容師。暢の親友。通称「たみくん」。
藍子がスーツの男性と親密にしている現場を目撃してしまったと暢に告げる。
いろいろな状況から藍子の不倫を確信し、暢に不倫の証拠をつかむよう助言する。
麻衣（まい）
演 - 希代彩
たみくんの彼女。暢の相談相手にもなってくれる。藍子の裏アカウントを発見している。
藍子とたみくんとのランチタイムで、藍子から罪悪感の全くない不倫発言を聞いて絶句してしまう。
暢から藍子の妊娠を聞くが、藍子がビールを飲んだりしたことから疑い、偽りであることを確信する。
茉拓（まひろ）
演 -  吉田志織(第5話、第6話)
暢の幼馴染み。高校時代の恋人。交通事故で突然亡くなってしまう。
暢は彼女の形見の青いピアスを左耳に付けて、彼女のことをずっと思い続けている。
吹田（すいた）
演 - 加治ひとみ(第5話、第7話、最終話)
暢が離婚について相談する弁護士。梢の離婚相談も受けている。
暢から藍子が妊娠しているかもしれないと聞き、はっきりさせるために藍子に妊娠検査薬での検査を頼んでいる。
離婚で自分や人生について徹底的に向き合った気がするという暢に「サレタ側は成長しますよ。シタ側は繰り返します」と励ます。

#### 藍子の関係者
高橋ともみ（たかはし ともみ）
演 - 染野有来（第1話、第3話、第4話、第6話~最終話）
藍子と同じ部署の後輩。藍子を慕っており、藍子夫婦にも憧れている。和正のもう一人の不倫相手。
会社の帰りに藍子を訪ねてきた暢を見かけ、藍子は既に帰宅したと言ったことで暢の疑惑が強まる。
会社の資料室で和正とお腹の子の話をしているのを藍子に見つかり責められるが、私の勝ちと言い放つ。
加賀
演 - 立野沙紀（第6話）
藍子の同僚。
会社の人事部長
演 - 黒川モトハル（第6話）
暢が藍子と和正の不倫を告発したことにより、二人に処分を言い渡す。
会社の受付の女性
演 - 石田有希子（第6話）
暢の来社に対応する。
藍子の父親
演 - あづみ昌宏（第7話）
暢から慰謝料300万円の請求があったと藍子に連絡するが、代わりに払ってくれと言われる。
だが、自分には無理だから、藍子から聞かされた再婚相手の男に払ってもらえと言い出す。
後藤
演 - 池田航（最終話）
藍子の新しい交際相手。イケメン。
路上で藍子とぶつかり落としたスマホを藍子に渡したことが知り合うきっかけ。原作の橘龍志に当たる。

#### 梢の関係者
森拓斗（もり たくと）
演 - 石井一輝（第2話、第6話）
梢と和正の子。たっくんと呼ばれている。赤ちゃん。

#### その他
マンションの通路で暢とすれ違う人たち
演 -  ヒカル、まえっさん（最終話）

### スタッフ
- 原作 - セモトちか『サレタガワのブルー』（集英社「マンガMee」連載）
- 監督 - スミス、戸塚寛人、上浦侑奈
- 脚本 - 舘そらみ
- OP主題歌 - UPSTART「ペルソナ」(avex trax)[36][37]
- ED主題歌 - Hilcrhyme「Lost love song【III】-サレタガワ-」(Universal Connect)[38][37]
- 弁護士監修 - 株式会社カケコム、岡本順一
- 撮影 - 野村昌平
- 照明 - 東憲和
- 録音 - 関口浩平
- 装飾 - 西村徹
- 持道具 - 田中未夢
- 衣装 - 加藤みゆき
- ヘアメイク - 佐々木愛
- オフライン編集 - 佐藤和志
- オンライン編集 - 宮下蔵、福地寿樹
- 選曲 - 谷口広紀
- 音響効果 - 荒川翔太郎
- テーマ音楽 - 兼松衆、斎木達彦
- 助監督 - 戸塚寛人
- プロデュース - 櫻井雄一
- プロデューサー - 村島亘、中村優子
- 制作プロダクション - ソケット
- 製作 - 「サレタガワのブルー」製作委員会、毎日放送

### 原作からの主な変更点
離婚後の梢の仕事、保育園、住居など(第6話、最終話)
- 原作では、自称「保育士を目指して勉強中の短大生」の水無瀬葵が梢に仕事(葵の故郷の先輩が経営しているカフェ)や保育園[注 32]の世話をしてくれ、離婚のための大きな助けになっている[39]。また、カフェの店長がアパートも経営していて低家賃で貸してくれている。

- ドラマでは水無瀬葵が登場しない。それでも何度も面接を受けて仕事は原作と同じ「Cafe & Bar Blue Base」に採用が決定している[注 33]が、保育園は入園許可がおりていない。カフェの店長がアパートを経営しているかどうかは不明。

藍子と和正の不倫現場(第7話、最終話)
- 原作では、暢のマンションでの藍子と和正の不倫現場に暢と同行し、藍子の妊娠を疑い、妊娠検査薬での検査をさせるのは暢の姉・穂奈美であり、吹田弁護士は不倫現場には行っていない[40]。また、和正に見捨てられ、暢に追い出されようとして自殺騒ぎを起こした藍子を穂奈美が落ち着かせようとしている。
- ドラマでは穂奈美が登場せず、暢と同行するのは梢、後から登場して藍子に妊娠検査をさせるのは吹田弁護士となっている。また、藍子が原作と同じく自殺騒ぎを起こすが、現場にいるのは暢だけである。

### 放送日程
| 話数   | 放送日  | 監督     |
| ------ | ------- | -------- |
| 第1話  | 7月14日 | スミス   |
| 第2話  | 7月21日 | スミス   |
| 第3話  | 7月28日 | 戸塚寛人 |
| 第4話  | 8月04日 | 戸塚寛人 |
| 第5話  | 8月11日 | 上浦侑奈 |
| 第6話  | 8月18日 | 上浦侑奈 |
| 第7話  | 8月25日 | スミス   |
| 最終話 | 9月01日 | スミス   |

### 放送局
| 放送期間                 | 放送時間                     | 放送局         | 対象地域       | 備考   |
| ------------------------ | ---------------------------- | -------------- | -------------- | ------ |
| 2021年7月14日 - 9月1日   | 水曜 0:59 - 1:29（火曜深夜） | 毎日放送       | 近畿広域圏     | 製作局 |
|                          | 水曜 1:28 - 1:58（火曜深夜） | TBSテレビ      | 関東広域圏     |        |
| 2021年8月13日 - 10月1日  | 水曜 0:56 - 1:26（火曜深夜） | あいテレビ     | 愛媛県         |        |
| 2021年8月25日 - 10月13日 | 水曜 1:00 - 1:30（火曜深夜） | 熊本放送       | 熊本県         |        |
|                          | 水曜 1:28 - 1:58（火曜深夜） | 山陰放送       | 鳥取県・島根県 |        |
| 2021年9月15日 - 11月3日  | 水曜 0:55 - 1:25（火曜深夜） | テレビユー山形 | 山形県         |        |
| 2021年9月28日 - 11月16日 | 火曜 1:25 - 1:55（月曜深夜） | RKB毎日放送    | 福岡県         |        |

| 毎日放送・TBS ドラマイズム | 毎日放送・TBS ドラマイズム | 毎日放送・TBS ドラマイズム |
| 前番組                     | 番組名                     | 次番組                     |
| -------------------------- | -------------------------- | -------------------------- |
| REAL⇔FAKE 2nd STAGE        | サレタガワのブルー         | トーキョー製麺所           |

### 関連商品
| 発売日         | タイトル                         | 品番      | 備考 |
| -------------- | -------------------------------- | --------- | ---- |
| 2022年02月14日 | 『サレタガワのブルー』初回限定版 | MTDD-0002 |      |
| 2022年02月14日 | 『サレタガワのブルー』通常版     | MTDD-0003 |      |